# 机械、电气和管道
机械、电气和管道（英語：Mechanical, electrical, and plumbing，简称MEP ）是指建筑设计和建造中的机械（暖通空調）、电气和管路系統方面。在商业建筑中，这些方面通常由专门的工程公司设计。MEP设计对于设计决策、准确的文件编制、性能和成本估算、施工计划、管理和操作最终设施非常重要。 

## 设计和文件编制
与建筑物的其他方面一样，MEP设计的起草、设计和文件编制是按照传统手动完成的。计算机辅助设计与其相比具有一些优势，在某些情况下包括三维建模。建筑信息模型可提供MEP设计的整体设计和变更管理。